# Prénovel
Prénovel is een plaats en voormalige gemeente in het Franse departement Jura (regio Bourgogne-Franche-Comté) en telt 310 inwoners (2005). De plaats maakt deel uit van het arrondissement Saint-Claude. Prénovel is op 1 januari 2016 gefuseerd met de gemeente Chaux-des-Prés tot de gemeente Nanchez. 

## Geografie
De oppervlakte van Prénovel bedraagt 8,3 km², de bevolkingsdichtheid is 37,3 inwoners per km².
De onderstaande kaart toont de ligging van Prénovel met de belangrijkste infrastructuur en aangrenzende gemeenten.

## Demografie
Onderstaande figuur toont het verloop van het inwonertal (bron: INSEE-tellingen).